# گئرونتی تالایان
گئرونتی سمیونی تالایان (ارمنی: Գերոնտի Սեմյոնի Թալալյան؛  زادهٔ ۲۹ ژوئیهٔ ۱۹۲۶ - درگذشته ۱۶ مارس ۲۰۰۰) موسیقی‌دان نوازنده ویلونسل اهل ارمنستان بود.

## زندگی‌نامه
وی در ۲۹ ژوئیهٔ ۱۹۲۶ در ایروان به دنیا آمد و از کنسرواتوار مسکو فارغ‌التحصیل گشت. وی همچنین برنده جوایزی همچون هنرمند مردمی ارمنستان شوروی شد. وی در ۱۶ مارس ۲۰۰۰ در سن ۷۳ سالگی در ایروان درگذشت.